# Lajos Windisch-Graetz

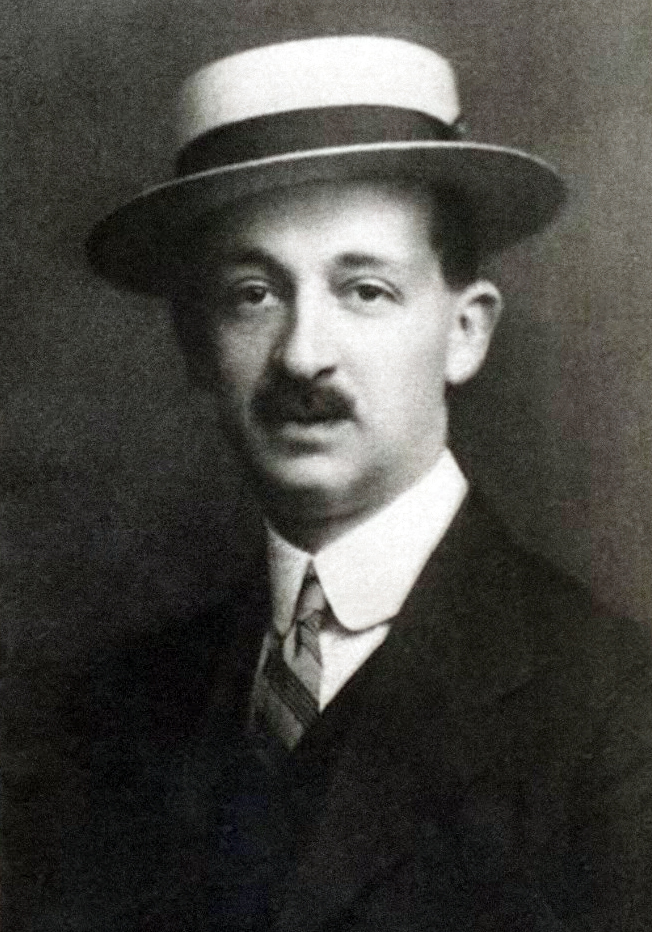
Lajos Windisch-Graetz

Vorst Lajos Windisch-Graetz of Windischgrätz (geboren als Ludwig Alfred Viktorin Aurel Markus Felizian zu Windisch-Graetz; Krakau, 20 oktober 1882 - Wenen, 3 februari 1968) was een Oostenrijks-Hongaarse vorst en politicus en was Hongaars minister van Openbare Voedselvoorziening in 1918.
Hij stamde uit het vooraanstaande vorstengeslacht Windisch-Graetz. Hij was de zoon van Ludwig Joseph zu Windisch-Graetz (1830-1904) en Valerie Dessewffy (1842-1912), dochter van Emil Dessewffy en was een kleinzoon van Alfred I zu Windisch-Graetz. In de periode 1904-1905 nam hij deel aan de Russisch-Japanse Oorlog en in 1912 nam hij deel aan de Eerste Balkanoorlog.
In 1907 was hij in Boedapest getrouwd met Mária Széchenyi.  Windisch-Graetz behoorde tot de kring van intimi rond Karel I van Oostenrijk en woonde na de Eerste Wereldoorlog net als de afgetreden keizer in Zwitserland. In 1920 keerde hij terug naar Hongarije. Hij was betrokken bij een valsmunterijschandaal, waardoor hij in 1926 tot 4 jaar gevangenschap werd veroordeeld. Na zijn vrijlating ging hij op zijn landgoed in Sárospatak wonen. Later kwam hij op zijn bekentenis terug en beweerde hij dat hij de beschuldigingen van deze misdaad op zich had genomen om de regering-Bethlen niet te compromitteren.
In 1932 ontving hij de Duitse nationaliteit en later trad hij toe tot de Gestapo. Na de Tweede Wereldoorlog woonde hij in Oostenrijk.